# Ritm și pasiune
Ritm și pasiune (în hindi ताल, transliterat: Taal) este un film dramatic romantic muzical indian din 1999, scris, editat, produs și regizat de Subhash Ghai⁠(d). Filmul a avut premiera la Festivalul Internațional de Film de la Chicago, la „selecția oficială” Ebertfest din 2005: Festivalul de Film al lui Roger Ebert și la ediția a XLV-a a Festivalului Internațional de Film din India în secțiunea Celebrating Dance.
Filmul îi are în distribuție pe Anil Kapoor⁠(d), Akshaye Khanna⁠(d), Aishwarya Rai, Amrish Puri⁠(d) și Alok Nath⁠(d). El a fost dublat, de asemenea, în tamilă ca Thaalam. A avut mare succes în India și în străinătate, devenind primul film indian care a ajuns în top 20 pe lista revistei Variety. Anil Kapoor⁠(d), A.R. Rahman, Alka Yagnik⁠(d) și Anand Bakshi⁠(d) au câștigat fiecare un premiu Filmfare pentru contribuția lor la acest film.

## Distribuție
- Anil Kapoor⁠(d) — Vikrant Kapoor
- Akshaye Khanna⁠(d) — Manav Mehta
- Aishwarya Rai Bachchan — Mansi Shankar Manhuja
- Amrish Puri⁠(d) — Jagmohan Mehta, tatăl lui Manav
- Alok Nath⁠(d) — Tara Shankar Manhuja/ Tara Babu, tatăl lui Mansi
- Sushma Seth⁠(d) — Nani, bunica lui Manav
- Jividha Ashta⁠(d) — Ilavati „Ila” Shankar Manhuja
- Mita Vashisht⁠(d) — Prabha Shankar Manhuja, verișorul lui Tara
- Saurabh Shukla⁠(d) — Surjoy Banerjee
- Prithvi Zutshi⁠(d) — Manmohan Mehta, fratele lui Jagmohan
- Supriya Karnik⁠(d) — Shakuntala Mehta, cumnata lui Jagmohan
- Manoj Pahwa⁠(d) — Santram Singh
- Rajesh Khera⁠(d) — Mohan Mehta
- Puneet Vashisht — Shaukat
- Akash Karnataki — Siddu
- Bobby Darling — designerul de rochii Narwendra Khanna
- Shahid Kapoor — dansator de fundal în cântecul „Kahin Aag Lage”
- Isha Sharvani⁠(d) — dansatoare de fundal în cântecul „Kahin Aag Lage”
- Anita Hassanandani⁠(d) — în cântecul „Ishq Bina”

## Recepție
Ritm și pasiune a avut succes critic și comercial în India, aducând încasări de 220 de milioane de rupii în India la un buget de 115 milioane de rupii și fiind bine primit, de asemenea, pe plan internațional. În Statele Unite ale Americii a devenit primul film indian care a ajuns în topul 20 al revistei Variety. Încasările totale ale filmului la nivel mondial s-au ridicat la 511,6 milioane de rupii, devenind al patrulea film de la Bollywood cu cele mai mari încasări din 1999. Taal a fost proiectat la Festivalul Internațional de Film de la Chicago  și selectat de Roger Ebert pentru festivalul său de film Overlooked din 2005.

## Premii
Anil Kapoor⁠(d) a câștigat multe premii pentru rolul său ca Vikrant Kapoor (rolul i-a revenit după ce Govinda⁠(d) l-a refuzat), inclusiv Premiul Filmfare pentru cel mai bun actor în rol secundar, Premiul IIFA pentru cel mai bun actor în rol secundar, Premiul Zee Cine pentru cel mai bun actor în rol secundar și Premiul Star Screen pentru cel mai bun actor în rol secundar. Cântăreața Alka Yagnik⁠(d) a câștigat premiul Filmfare pentru cea mai bună interpretă feminină de playback pentru piesa „Taal Se Taal Mila”. Compozitorul A.R. Rahman a primit, de asemenea, o serie de premii pentru contribuția sa la acest film, inclusiv un premiu Filmfare pentru cel mai bun regizor muzical, un premiu IIFA pentru cel mai bun regizor muzical și un premiu Zee Cine pentru cel mai bun regizor muzical. Aishwarya Rai a fost nominalizată la Premiul Filmfare pentru cea mai bună actriță și la Premiul Star Screen pentru cea mai bună actriță.
| Premii                                              | Data ceremoniei   | Categorie                                                    | Laureat(ă)/Nominalizat(ă)                        | Rezultat     | Ref.                               |
| --------------------------------------------------- | ----------------- | ------------------------------------------------------------ | ------------------------------------------------ | ------------ | ---------------------------------- |
| Premiile cinematografice Bollywood                  | 8 iunie 2000      | Cel mai bun film                                             | Taal                                             | Câștigat     | [ 8 ]                              |
| Premiile cinematografice Bollywood                  | 8 iunie 2000      | Cea mai bună actriță                                         | Aishwarya Rai Bachchan                           | Câștigat     | [ 8 ]                              |
| Premiile cinematografice Bollywood                  | 8 iunie 2000      | Cea mai senzațională actriță                                 | Aishwarya Rai Bachchan                           | Câștigat     | [ 8 ]                              |
| Premiile cinematografice Bollywood                  | 8 iunie 2000      | Cel mai bun actor (în opinia criticilor)                     | Anil Kapoor⁠(d)                                   | Câștigat     | [ 8 ]                              |
| Premiile cinematografice Bollywood                  | 8 iunie 2000      | Cel mai bun regizor muzical                                  | A. R. Rahman                                     | Câștigat     | [ 8 ]                              |
| Premiile cinematografice Bollywood                  | 8 iunie 2000      | Cel mai bun textier                                          | Anand Bakshi⁠(d) pentru „Taal Se Taal”            | Câștigat     | [ 8 ]                              |
| Premiile cinematografice Bollywood                  | 8 iunie 2000      | Cel mai bun montaj                                           | Subhash Ghai⁠(d)                                  | Câștigat     | [ 8 ]                              |
| Premiile Filmfare                                   | 13 februarie 2000 | Cel mai bun film                                             | Taal                                             | Nominalizare | [ 9 ] [ 10 ] [ 11 ]                |
| Premiile Filmfare                                   | 13 februarie 2000 | Cel mai bun regizor                                          | Subhash Ghai⁠(d)                                  | Nominalizare | [ 9 ] [ 10 ] [ 11 ]                |
| Premiile Filmfare                                   | 13 februarie 2000 | Cea mai bună actriță                                         | Aishwarya Rai Bachchan                           | Nominalizare | [ 9 ] [ 10 ] [ 11 ]                |
| Premiile Filmfare                                   | 13 februarie 2000 | Cel mai bun actor într-un rol secundar                       | Anil Kapoor⁠(d)                                   | Câștigat     | [ 9 ] [ 10 ] [ 11 ]                |
| Premiile Filmfare                                   | 13 februarie 2000 | Cel mai bun regizor muzical                                  | A. R. Rahman                                     | Câștigat     | [ 9 ] [ 10 ] [ 11 ]                |
| Premiile Filmfare                                   | 13 februarie 2000 | Cel mai bun textier                                          | Anand Bakshi⁠(d) pentru „Ishq Bina”               | Câștigat     | [ 9 ] [ 10 ] [ 11 ]                |
| Premiile Filmfare                                   | 13 februarie 2000 | Cel mai bun textier                                          | Anand Bakshi⁠(d) pentru „Taal Se Taal”            | Nominalizare | [ 9 ] [ 10 ] [ 11 ]                |
| Premiile Filmfare                                   | 13 februarie 2000 | Cel mai bun cântăreț de playback                             | Sonu Nigam⁠(d) pentru „Ishq Bina”                 | Nominalizare | [ 9 ] [ 10 ] [ 11 ]                |
| Premiile Filmfare                                   | 13 februarie 2000 | Cel mai bun cântăreț de playback                             | Sukhwinder Singh⁠(d) pentru „Ramta Jogi”          | Nominalizare | [ 9 ] [ 10 ] [ 11 ]                |
| Premiile Filmfare                                   | 13 februarie 2000 | Cea mai bună cântăreață de playback                          | Alka Yagnik⁠(d) pentru „Taal Se Taal”             | Câștigat     | [ 9 ] [ 10 ] [ 11 ]                |
| Premiile Filmfare                                   | 13 februarie 2000 | Cea mai bună imagine                                         | Kabir Lal                                        | Câștigat     | [ 9 ] [ 10 ] [ 11 ]                |
| Premiile Filmfare                                   | 13 februarie 2000 | Cel mai bun sonor                                            | Rakesh Ranjan                                    | Câștigat     | [ 9 ] [ 10 ] [ 11 ]                |
| Premiile Academiei Internaționale a Filmului Indian | 24 iunie 2000     | Cel mai bun film                                             | Taal                                             | Nominalizare | [ 12 ] [ 13 ] [ 14 ]               |
| Premiile Academiei Internaționale a Filmului Indian | 24 iunie 2000     | Cel mai bun regizor                                          | Subhash Ghai⁠(d)                                  | Nominalizare | [ 12 ] [ 13 ] [ 14 ]               |
| Premiile Academiei Internaționale a Filmului Indian | 24 iunie 2000     | Cea mai bună actriță                                         | Aishwarya Rai Bachchan                           | Nominalizare | [ 12 ] [ 13 ] [ 14 ]               |
| Premiile Academiei Internaționale a Filmului Indian | 24 iunie 2000     | Cel mai bun actor într-un rol secundar                       | Anil Kapoor⁠(d)                                   | Câștigat     | [ 12 ] [ 13 ] [ 14 ]               |
| Premiile Academiei Internaționale a Filmului Indian | 24 iunie 2000     | Cel mai bun regizor muzical                                  | A. R. Rahman                                     | Câștigat     | [ 12 ] [ 13 ] [ 14 ]               |
| Premiile Academiei Internaționale a Filmului Indian | 24 iunie 2000     | Cel mai bun textier                                          | Anand Bakshi⁠(d) pentru „Ishq Bina”               | Câștigat     | [ 12 ] [ 13 ] [ 14 ]               |
| Premiile Academiei Internaționale a Filmului Indian | 24 iunie 2000     | Cel mai bun cântăreț de playback                             | Sonu Nigam⁠(d) pentru „Ishq Bina”                 | Nominalizare | [ 12 ] [ 13 ] [ 14 ]               |
| Premiile Academiei Internaționale a Filmului Indian | 24 iunie 2000     | Cel mai bun cântăreț de playback                             | Sukhwinder Singh⁠(d) pentru „Ramta Jogi”          | Nominalizare | [ 12 ] [ 13 ] [ 14 ]               |
| Premiile Academiei Internaționale a Filmului Indian | 24 iunie 2000     | Cea mai bună cântăreață de playback                          | Alka Yagnik⁠(d) pentru „Taal Se Taal”             | Câștigat     | [ 12 ] [ 13 ] [ 14 ]               |
| Premiile Academiei Internaționale a Filmului Indian | 24 iunie 2000     | Cea mai bună cântăreață de playback                          | Anuradha Sriram⁠(d) pentru „Ishq Bina”            | Nominalizare | [ 12 ] [ 13 ] [ 14 ]               |
| Premiile Academiei Internaționale a Filmului Indian | 24 iunie 2000     | Cea mai bună cântăreață de playback                          | Sunidhi Chauhan⁠(d) pentru „Kya Dekh Rahe Ho Tum” | Nominalizare | [ 12 ] [ 13 ] [ 14 ]               |
| Premiile Academiei Internaționale a Filmului Indian | 24 iunie 2000     | Cele mai bune costume                                        | Neeta Lulla⁠(d)                                   | Câștigat     | [ 12 ] [ 13 ] [ 14 ]               |
| Premiile Screen                                     | 23 ianuarie 2000  | Cel mai bun film                                             | Taal                                             | Nominalizare | [ 15 ] [ 16 ]                      |
| Premiile Screen                                     | 23 ianuarie 2000  | Cel mai bun regizor                                          | Subhash Ghai⁠(d)                                  | Nominalizare | [ 15 ] [ 16 ]                      |
| Premiile Screen                                     | 23 ianuarie 2000  | Cel mai bun actor într-un rol secundar                       | Anil Kapoor⁠(d)                                   | Câștigat     | [ 15 ] [ 16 ]                      |
| Premiile Screen                                     | 23 ianuarie 2000  | Cel mai bun regizor muzical                                  | A. R. Rahman                                     | Câștigat     | [ 15 ] [ 16 ]                      |
| Premiile Screen                                     | 23 ianuarie 2000  | Cel mai bun textier                                          | Anand Bakshi⁠(d) pentru „Ramta Jogi”              | Nominalizare | [ 15 ] [ 16 ]                      |
| Premiile Screen                                     | 23 ianuarie 2000  | Cel mai bun textier                                          | Anand Bakshi⁠(d) pentru „Taal Se Taal”            | Câștigat     | [ 15 ] [ 16 ]                      |
| Premiile Screen                                     | 23 ianuarie 2000  | Cel mai bun cântăreț de playback                             | Sonu Nigam⁠(d) pentru „Ishq Bina”                 | Nominalizare | [ 15 ] [ 16 ]                      |
| Premiile Screen                                     | 23 ianuarie 2000  | Cel mai bun cântăreț de playback                             | Sukhwinder Singh⁠(d) pentru „Ramta Jogi”          | Câștigat     | [ 15 ] [ 16 ]                      |
| Premiile Screen                                     | 23 ianuarie 2000  | Cea mai bună cântăreață de playback                          | Alka Yagnik⁠(d) pentru „Taal Se Taal”             | Nominalizare | [ 15 ] [ 16 ]                      |
| Premiile Screen                                     | 23 ianuarie 2000  | Cea mai bună cântăreață de playback                          | Asha Bhosle⁠(d) pentru „Kahin Aag Lage”           | Nominalizare | [ 15 ] [ 16 ]                      |
| Premiile Screen                                     | 23 ianuarie 2000  | Cele mai bune costume                                        | Neeta Lulla⁠(d)                                   | Câștigat     | [ 15 ] [ 16 ]                      |
| Premiile Zee Cine                                   | 11 martie 2000    | Cea mai bună actriță                                         | Aishwarya Rai Bachchan                           | Nominalizare | [ 17 ] [ 18 ] [ 19 ] [ 20 ] [ 21 ] |
| Premiile Zee Cine                                   | 11 martie 2000    | Chipul anului (de asemenea, pentru Hum Dil De Chuke Sanam⁠(d) | Aishwarya Rai Bachchan                           | Câștigat     | [ 17 ] [ 18 ] [ 19 ] [ 20 ] [ 21 ] |
| Premiile Zee Cine                                   | 11 martie 2000    | Cel mai bun actor într-un rol secundar                       | Anil Kapoor⁠(d)                                   | Câștigat     | [ 17 ] [ 18 ] [ 19 ] [ 20 ] [ 21 ] |
| Premiile Zee Cine                                   | 11 martie 2000    | Cea mai bună interpretare a unui rol negativ                 | Amrish Puri⁠(d)                                   | Nominalizare | [ 17 ] [ 18 ] [ 19 ] [ 20 ] [ 21 ] |
| Premiile Zee Cine                                   | 11 martie 2000    | Cel mai bun regizor muzical                                  | A. R. Rahman                                     | Câștigat     | [ 17 ] [ 18 ] [ 19 ] [ 20 ] [ 21 ] |
| Premiile Zee Cine                                   | 11 martie 2000    | Cel mai bun textier                                          | Anand Bakshi⁠(d) pentru „Ishq Bina”               | Câștigat     | [ 17 ] [ 18 ] [ 19 ] [ 20 ] [ 21 ] |
| Premiile Zee Cine                                   | 11 martie 2000    | Cel mai bun textier                                          | Anand Bakshi⁠(d) pentru „Taal Se Taal”            | Nominalizare | [ 17 ] [ 18 ] [ 19 ] [ 20 ] [ 21 ] |
| Premiile Zee Cine                                   | 11 martie 2000    | Cea mai bună coregrafie                                      | Shiamak Davar⁠(d) pentru „Kahin Aag Lage”         | Nominalizare | [ 17 ] [ 18 ] [ 19 ] [ 20 ] [ 21 ] |
| Premiile Zee Cine                                   | 11 martie 2000    | Cea mai bună imagine                                         | Kabir Lal                                        | Nominalizare | [ 17 ] [ 18 ] [ 19 ] [ 20 ] [ 21 ] |
| Premiile Zee Cine                                   | 11 martie 2000    | Cele mai bune decoruri                                       | Sharmishta Roy⁠(d)                                | Nominalizare | [ 17 ] [ 18 ] [ 19 ] [ 20 ] [ 21 ] |
| Premiile Zee Cine                                   | 11 martie 2000    | Cel mai bun machiaj                                          | Kiran R. Naik                                    | Nominalizare | [ 17 ] [ 18 ] [ 19 ] [ 20 ] [ 21 ] |